# Víktor Verzhbitski
Víktor Aleksándrovich Verzhbitsky (en ruso: Виктор Александрович Вержбицкий; Tashkent, Uzbekistán, 21 de septiembre de 1958) es un actor uzbeko conocido por su papel de Zavulón en Nochnoi Dozor. Relativamente ha estado en activo como actor tanto para la pequeña como en la gran pantalla desde 1994 cuando protagonizó Peshavar Waltz.